# Duarte Lima
Domingos Duarte Lima (Peso da Régua, Poiares, 20 de novembro de 1955 (69 anos)) é um advogado e político português do PSD.
Político nascido no seio de uma família de nove irmãos e irmãs residente em Miranda do Douro desde 1956, contou com o apoio de uma influente família local para em 1974 rumar à capital, onde concluiu o liceu e se licenciou em Direito na Universidade Católica Portuguesa (UCP). Estudou igualmente história da arte na Accademia Europea de Florença e Música no Instituto Gregoriano de Lisboa.
Na sua carreira profissional, dividiu a advocacia com o exercício de funções políticas.
De 26 de abril de 2019 a 29 de setembro de 2022 esteve detido para cumprir uma parte da pena de seis anos de cadeia a que foi condenado pelos crimes de burla qualificada e branqueamento de capitais.

## Carreira política
Em 1981, Ângelo Correia, ministro da Administração Interna, nomeou Duarte Lima como seu assessor político e de comunicação.
Foi deputado à Assembleia da República por Bragança de 1983 a 1995 (III, IV, V e VI legislaturas), depois por Lisboa, de 1999 a 2002 (VIII legislatura) e, novamente por Bragança, de 2005 a 2009 (X legislatura). Foi vice-presidente da Comissão Política Nacional do PSD entre 1989 e 1991, e presidiu ao respectivo grupo parlamentar de 1991 a 1994, durante a segunda maioria absoluta de Aníbal Cavaco Silva.
Em 9 de dezembro de 1994, foi manchete do semanário O Independente sob o título “Casa Cheia”. No artigo era descrito o seu vasto e luxuoso património imobiliário. Um andar de 600 m2 num condomínio de luxo no centro de Lisboa que tinha sido comprado a um empreiteiro amigo por 230 mil contos (cerca de 1,1 milhões de euros) e declarado por apenas 45 mil contos (cerca de 224,4 mil euros ao câmbio atual). Uma herdade de três hectares, avaliada em 140 mil contos (cerca de 700 mil euros), em Sintra, tinha a particularidade de estar em nome de uma sobrinha com posses modestas, Alda Lima de Deus. O social-democrata tinha escolhido a sobrinha para ocultar o seu património numa altura em que o PSD se opunha à divulgação dos rendimentos dos políticos. A notícia do Independente levou à sua saída da liderança da direção da bancada parlamentar laranja, tendo sido sucedido por José Pacheco Pereira, e também à abertura de um inquérito pelo Ministério Público, tendo Duarte Lima alegado sempre que parte das quantias recebidas provinham de negócios na bolsa e no mercado não oficial de capitais e que outra parte provinha da sua atividade profissional. O Ministério Público concluiu que as situações passíveis de configurar crime haviam sido regularizadas dias antes da publicação das notícias d'O Independente e que uma outra situação de eventual fraude fiscal havia sido sanada pela sobrinha, Alda Lima de Deus, no dia seguinte ao da notificação de Duarte Lima. O processo foi assim arquivado.
Em 1998 venceu Pedro Passos Coelho e José Pacheco Pereira nas eleições para a Comissão Política Distrital de Lisboa do PSD, que liderou até 2000, sucedendo-lhe Manuela Ferreira Leite.
Entre 1999 e 2002 auferiu oficialmente 394 mil euros. Na sua declaração de património e rendimento de titulares de cargo político, não há referência a 5,2 milhões de euros que, em 2001, foram transferidos para as suas contas pela cliente Rosalina Ribeiro.
Recebe do Estado uma subvenção vitalícia de 2289,10 euros por mês desde 22 de janeiro de 2010.
Após ser condenado e iniciar o cumprimento da pena em abril de 2019, o Partido Social Democrata avançou com um processo de expulsão de Duarte Lima, conforme preveem os estatutos para militantes condenados em casos de corrupção. No entanto, a biografia do militante Domingos Duarte Lima continuava em agosto de 2023 exposta no site do partido.

## Vida pessoal
Casou a 18 de novembro de 1982 com Alexina Bastos Nunes, no Santuário de Fátima, em Fátima, em cerimónia realizada pelo Bispo de Bragança e Miranda, D. António José Rafael. Tiveram o único filho de Duarte Lima, Pedro Miguel. Divorciaram-se em 1995.
Depois de, em 1999, ter sobrevivido a uma leucemia, detetada em novembro de 1998, foi um dos fundadores da APCL - Associação Portuguesa Contra a Leucemia, de cujo conselho de administração foi vogal até ser acusado do homicídio de Rosalina Ribeiro. A partir desta data passou a exibir o crânio integralmente rapado.
Casou em 2000 com Paula Gonçalves.
Foi vogal da Comissão de Ética do Instituto Português de Oncologia de Lisboa entre 2002 e 2005.
Desde que Duarte Lima alegadamente se envolveu com Marlete Oliveira — uma brasileira dada como sua secretária, que em 2011 regressou ao Brasil —, o casal apenas partilhava o mesmo apartamento. Em novembro de 2011 Paula Gonçalves pediu o divórcio.
Cultiva o gosto pela música, tendo sido aluno do Instituto Gregoriano de Lisboa, organista da Igreja de São João de Deus, em Lisboa, e fundador e maestro do Coro da Universidade Católica Portuguesa.[carece de fontes?]
Em abril de 2015, vendeu o quadro de Pieter Brueghel, o Jovem, datado de 1627,  A Procissão Nupcial, à Galeria De Jonckheere, em Genebra, depois de ter sido apreendido em Londres pelo Ministério Público, por dois milhões de euros, para abater uma dívida à Parvalorem, ligada ao antigo BPN. Em 2022, uma comunicação da Polícia Judiciária deu como "obra furtada" e de paradeiro desconhecido a pintura Interior de um baile nupcial de Pieter Brueghel, o Jovem, que havia sido dada como como garantia de penhor mercantil, por Domingos Duarte Lima, ao banco BPN, mas, "quando exigida a sua entrega em 2011, foi recusada" e "igualmente foi recusada a sua entrega à administradora de insolvência entre 2015 e 2017".

## Processos judiciais

### Homicídio de Rosalina Ribeiro
Duarte Lima foi o advogado de Rosalina Ribeiro, ex-companheira de Lúcio Tomé Feteira que mantinha um litígio com a filha do falecido multimilionário Feteira. Rosalina desviou milhões de euros da herança de Feteira, que foram depositados em contas de Duarte Lima na Suíça. Mais tarde foi proposto a Duarte Lima um acordo para a devolução de uma parte dos milhões de euros desviados. O convite à negociação foi efectuado por José Miguel Júdice, advogado de Olímpia Feteira. Nessa altura Duarte Lima negou ser advogado de Rosalina Ribeiro.
Em outubro de 2011, a imprensa anunciou que o Ministério Público do Brasil acusou Duarte Lima de ter assassinado Rosalina Ribeiro, companheira do falecido milionário português Lúcio Tomé Feteira, a 7 de Dezembro de 2009, num descampado no município de Saquarema, na Região dos Lagos do Rio de Janeiro. Em 1 de novembro de 2011 foi decretada pelo juiz de Saquarema a prisão preventiva do advogado e ex-parlamentar português, que se encontrava então em local incerto, presumivelmente em Portugal, país que, pelo princípio da reciprocidade do Direito Internacional, não extradita cidadãos nacionais para o Brasil.
Duarte Lima classificou de “hedionda” a acusação de homicídio de Rosalina Ribeiro, afirmando a sua inocência e garantindo que a vai demonstrar no processo, junto das instâncias judiciais competentes.
Em julho de 2012 afirmou que a acusação de que é alvo no Brasil pela morte de Rosalina Ribeiro é “destituída de qualquer prova factual” e uma “investigação dirigida por encomenda” a pedido de Olímpia Feteira, filha do falecido milionário, e do afilhado da sua cliente.
Em abril de 2015, Duarte Lima fez uma petição oficial para ir a julgamento no seu processo judicial no Brasil.
Em julho de 2015, as autoridades brasileiras enviaram uma carta rogatória à Procuradoria Geral da República em Portugal para que Duarte Lima fosse notificado para o julgamento do homicídio de Rosalina Ribeiro.
Em novembro de 2016, foi noticiado que Duarte Lima vai ser julgado em Portugal pelo homicídio de Rosalina. O advogado tentou travar transferência do processo para Portugal, dizendo que um julgamento no Brasil lhe dava mais garantias. O ministério Público lembra que isto só acontece porque Lima fugiu e criou obstáculos a um julgamento naquele país.
Em janeiro de 2019, o Tribunal Criminal de Lisboa absolveu Duarte Lima do crime de abuso de confiança de que era acusado no processo Rosalina Ribeiro. O advogado foi absolvido depois de o Ministério Público o ter acusado de se ter apropriado indevidamente de cinco milhões de euros pertencentes a uma cliente, Rosalina Ribeiro, assassinada no Brasil a 7 de dezembro de 2009. De acordo com a investigação da polícia brasileira, estes cinco milhões teriam sido o móbil para o ex-líder parlamentar do PSD matar a tiro Rosalina Ribeiro. Durante o julgamento, o MP acabou por pedir a absolvição de Duarte Lima, na sequência do depoimento de Armando Carvalho, afilhado de Rosalina, que, depois de ter dito, na fase de investigação, que a madrinha se queixara do advogado, acabou por afirmar que a mulher nunca se queixou de nada.
Em junho de 2019, o Tribunal de Relação de Lisboa anulou acórdão de absolvição de Duarte Lima no caso de burla à herança de Tomé Feteira.
Em Outubro de 2019, O Supremo Tribunal brasileiro determinou o trânsito em julgado da decisão de enviar para julgamento em Portugal o processo em que Duarte Lima foi acusado de homicídio da sua cliente Rosalina Ribeiro.
Em outubro de 2020, a Procuradoria-Geral da República de Portugal recebeu das autoridades brasileiras o processo de Duarte Lima, em que o ex-deputado é acusado do homicídio de Rosalina Ribeiro.
Em dezembro de 2020, a ministra da Justiça, Francisca Van Dunem, considerou o pedido das autoridades judiciárias brasileiras admissível e o processo já foi devolvido à Procuradoria-geral da República e distribuído para julgamento, que deveria ter início em 23 de Novembro de 2022, mas tem sido adiado — primeiro por falta de notificação das testemunhas que estão no Brasil e depois pela falta de gravações feitas no Brasil.

### Caso BPN
Em 17 de novembro de 2011, Duarte Lima e o seu filho foram detidos pela Polícia Judiciária, no âmbito de uma investigação relacionada com o caso Banco Português de Negócios, ficando em prisão preventiva. Burlou em cinquenta milhões de euros os proprietários de terrenos onde estava prevista a construção da nova sede do IPO.
Duarte Lima já tinha sido constituído arguido neste inquérito, está indiciado por diversos crimes de fraude fiscal, falsificação de documentos, burla e tráfico de influências. É suspeito de ter usufruído directamente ou através de testas de ferro de vários créditos no valor de mais 40 milhões de euros, obtidos com garantias bancárias de baixo valor.
Em 7 de fevereiro de 2012, o Tribunal da Relação de Lisboa confirma a prisão preventiva de Duarte Lima e o pagamento de uma caução de 500 mil euros para que o filho Pedro Lima se mantenha em liberdade até ao julgamento.
Em 18 de maio de 2012 continuou em prisão preventiva mas em sua casa com pulseira eletrónica.
Em 16 de abril de 2014, foi libertado da prisão domiciliária e o juiz mandou retirar a pulseira eletrónica por considerar que o perigo de fuga está diminuído.
Em 28 de novembro de 2014, Duarte Lima foi condenado a 10 anos de prisão, em cúmulo jurídico, no caso Homeland, relacionado com crédito obtido no Banco Português de Negócios, para compra de terrenos em Oeiras. Duarte Lima foi condenado a 6 anos de prisão por burla qualificada e 7 anos por branqueamento de capitais, tendo de cumprir uma pena única de 10 anos, em cúmulo jurídico.
Em 1 de abril de 2016, o Tribunal da Relação de Lisboa baixou a condenação de Duarte Lima, de dez anos para seis anos de prisão, em cúmulo jurídico.
Em 18 de dezembro de 2018 o Tribunal Constitucional chumbou o último requerimento apresentado por Duarte Lima, esgotando as alternativas ao cumprimento da pena de 6 anos a que foi condenado.
Em 26 de abril de 2019, entregou-se no estabelecimento prisional de Caxias para cumprir três anos e meio de prisão, tendo sido posteriormente transferido para o estabelecimento prisional da Carregueira, onde se encontra a cumprir o tempo que falta dos seis anos a que foi condenado pelos crimes de burla qualificada e branqueamento de capitais, que terá ainda de ser contabilizado pelo Ministério Público e depois validado pelo Tribunal Central Criminal de Lisboa. Já cumpriu uma parte da pena do processo, dois anos e meio entre prisão preventiva e prisão domiciliária.

### Acusação de abuso de confiança
O Ministério Público acusou Duarte Lima de abuso de confiança, por apropriação indevida de mais de cinco milhões de euros de Rosalina Ribeiro, de cuja morte é acusado no Brasil.
Em causa estava, segundo o Ministério Público, a apropriação indevida por Duarte Lima de 5.240.868,05 euros que Rosalina Ribeiro lhe transferiu, a título provisório, em 2001, para uma conta na Suíça para que este guardasse a verba enquanto decorressem as ações judiciais interpostas pelos herdeiros do empresário português Lúcio Feteira contra Rosalina Ribeiro.
No 2019 foi absolvido no julgamento em primeira instância do alegado desvio de 5 milhões de euros da herança Feteira.

## Condecorações[42]
- Comendador da Ordem do Mérito da República Italiana de Itália (18 de julho de 1990)